# Durup Sogn (Skive Kommune)
 For alternative betydninger, se Durup Sogn. (Se også artikler, som begynder med Durup Sogn)
Durup Sogn var et sogn i Salling Provsti (Viborg Stift).
I 1800-tallet var Tøndering Sogn anneks til Durup Sogn. Begge sogne hørte til Harre Herred i Viborg Amt. Durup var arealmæssigt herredets mindste sogn.
Durup-Tøndering sognekommune blev ved kommunalreformen i 1970 indlemmet i Sallingsund Kommune, som ved strukturreformen i 2007 indgik i Skive Kommune.
I Durup Sogn ligger Durup Kirke.
1.	december 2024 indgik sognet i Durup-Tøndering-Nautrup Sogn
I sognet findes følgende autoriserede stednavne:
- Durup (bebyggelse, ejerlav)
- Durup Gårde (bebyggelse, ejerlav)
- Duruplund (bebyggelse, ejerlav)
- Mølkær (bebyggelse)
- Toustrup (bebyggelse, ejerlav)
- Vilholm (bebyggelse)

Mølkær lå tidligere i Nautrup Sogn, men blev overflyttet til Durup Sogn i 1900-tallet. Vilholm ligger delvist i Tøndering Sogn.